# Comté de Bucks
Pour les articles homonymes, voir Bucks.
Le comté de Bucks (en anglais : Bucks County) est un comté de l'État de Pennsylvanie aux États-Unis. Au recensement de 2020, le comté compte 646 538 habitants, ce qui en fait le quatrième comté le plus peuplé de Pennsylvanie après ceux de Philadelphie, d'Allegheny et de Montgomery. Le siège du comté se situe à Doylestown.

## Histoire
Le comté de Bucks est un des trois premiers comtés créés par William Penn en 1682. Il le nomme d'abord Buckinghamshire, comté en Angleterre. Il y fait construire une résidence, 
Pennsbury Manor (en), qu'il habitera de 1699 à 1701.
En 1752, le comté de Bucks perd une partie de son territoire par la création du comté de Northampton, celui-ci à son tour divisé par la création du comté de Lehigh en 1812.
Pendant la guerre d'indépendance des États-Unis, le général George Washington et ses troupes campent dans le comté de Bucks, la nuit du 25 ou 26 décembre 1776, comme ils se préparent à traverser le Delaware pour surprendre les troupes britanniques. Les noms du village de Washington Crossing et du Parc d'État historique Washington Crossing (en) commémorent l'événement.

## Démographie
| Groupe            | Comté de Bucks | Pennsylvanie | États-Unis |
| ----------------- | -------------- | ------------ | ---------- |
| Blancs            | 80,7           | 73,5         | 58         |
| Latino-Américains | 6,1            | 8,1          | 19         |
| Afro-Américains   | 4              | 10,5         | 12,1       |
| Asiatiques        | 5,4            | 3,4          | 6,2        |
| Métis             | 3,3            | 3,3          | 4,1        |
| Autres            | 0,4            | 0,4          | 0,5        |
| Amérindiens       | 0,08           | 0,1          | 0,9        |
| Océano-américains | 0,02           | 0,02         | 0,2        |
| Total             | 100            | 100          | 100        |

## Localités
- Doylestown, siège du comté, avec un statut de borough
- Doylestown Township, localité limitrophe de Doylestown

Ce comté fait partie des cinq comtés qui composent la Vallée du Delaware et la région métropolitaine de Philadelphie.